# グヴァンチ・ヌルムハメドフ
グヴァンチ・ヌルムハメドフ（Guvanch Nurmukhamedov、1976年11月17日 - ）はトルクメニスタンの男子柔道家。主に66kgの試合に出場するが、最近は73kg級の出場もある。
2008年の北京オリンピックでは開会式の選手団入場で旗手を務めた。だが、出場した66kg級ではこの大会の銅メダリストとなる北朝鮮の朴哲民に1回戦で敗れた。

## 主な実績
- 1999年アジア柔道選手権大会66kg級2位
- 2002年アジア競技大会66kg級2位